# Cratere Bellot
Bellot è un cratere lunare di 17,5 km situato nella parte sud-orientale della faccia visibile della Luna.
Il cratere è dedicato all'esploratore francese Joseph René Bellot. 

## Crateri correlati
Alcuni crateri minori situati in prossimità di Bellot sono convenzionalmente identificati, sulle mappe lunari, attraverso una lettera associata al nome.
| Bellot | Coordinate            | Diametro (in km) |
| ------ | --------------------- | ---------------- |
| A      | 13°11′24″S 47°37′12″E | 8,47             |
| B      | 13°33′00″S 47°43′12″E | 7,13             |